# Dypsis acaulis
Dypsis acaulis är en enhjärtbladig växtart som beskrevs av John Dransfield. Dypsis acaulis ingår i släktet Dypsis och familjen Arecaceae. IUCN kategoriserar arten globalt som starkt hotad. Inga underarter finns listade i Catalogue of Life.